# Вальдзассен
Вальдзассен (нем. Waldsassen) — город и городская община в Германии, в земле Бавария на границе с Чешской Республикой.
Подчинён административному округу Верхний Пфальц. Входит в состав района Тиршенройт. Население составляет 6980 человек (на 31 декабря 2010 года). Занимает площадь 66,54 км². Официальный код — 09 3 77 158.
Известен барочным цистерицанским монастырем (Вальдзассенское аббатство), основанным в XII веке и имеющим посещаемую многочисленными туристами библиотеку, знаменитую резной отделкой XVIII века. В четырех километрах от города находится популярная у паломников Каплица Святой Троицы (Dreifaltigkeitskirche Kappl) XVII века.
Уроженцем города является футболист немецкой Бундес-лиги, а затем английской Премьер-лиги и сборной Германии Дитмар Хаманн (нем. Dietmar Hamann)

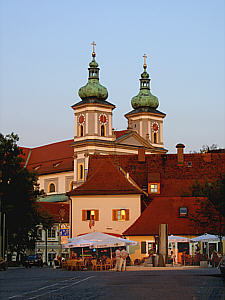
Вальдзассен

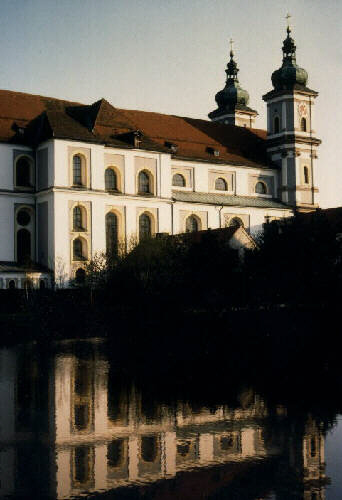
Вальдзассен

## Население
По оценке на 31 декабря 2015 года население общины Вальдзассен составляет 6741 чел. 

| Дата      | 1840 | 1871 | 1900 | 1925 | 1939 | 1950 | 1961 | 1970 | 1987 | 2011 |
| --------- | ---- | ---- | ---- | ---- | ---- | ---- | ---- | ---- | ---- | ---- |
| Население | 3058 | 3236 | 4598 | 6694 | 6599 | 9764 | 9231 | 9402 | 7894 | 6942 |

| Год       | 1960 | 1970 | 1980 | 1990 | 2000 | 2009 | 2010 | 2011 | 2012 | 2013 | 2014 | 2015 |
| --------- | ---- | ---- | ---- | ---- | ---- | ---- | ---- | ---- | ---- | ---- | ---- | ---- |
| Население | 9133 | 9269 | 8431 | 7912 | 7800 | 7075 | 6980 | 6889 | 6812 | 6729 | 6699 | 6741 |